# شهرستان فاتژسکی
شهرستان فاتژسکی (به لاتین: Fatezhsky District) یک شهرستان در روسیه است که در استان کورسک واقع شده‌است.